# Troxochrus rugulosus
Troxochrus rugulosus är en spindelart som först beskrevs av Westring 1851.  Troxochrus rugulosus ingår i släktet Troxochrus och familjen täckvävarspindlar.
Artens utbredningsområde är Sverige. Inga underarter finns listade i Catalogue of Life.